# Folies Bergère
Folies Bergère je koncertna dvorana i kabaret u Parizu, vrlo popularan od 1890. – 1920. Prikazuje manje ili više golišave glazbene i plesne nastupe. 
Zgradu je po uzoru opernih dvorana sagradio arhitekt Plumeret, a otvorena je dana 2. svibnja 1869. pod nazivom Folies Trévise. Od 13. rujna 1872. djeluje pod današnjim imenom Folies Bergère. U njemu su nastupali brojni poznati umjetnici, između ostalih i tadašnja senzacija Josephine Baker s komadom La Folie du Jour 1926. godine, u kojem je na sebi nosila samo suknju načinjenu od banana. U Folies Bergèreu nastupali su i Maurice Chevalier, Charlie Chaplin i mnogi drugi. 
Kabaret je poznat i po slici Edouarda Maneta koja prikazuje barsku damu iz Folies Bergèrea. 

## Vanjske poveznice
- www.foliesbergere.com (fra.)
- Povijest (fra.)  Arhivirana inačica izvorne stranice od 28. rujna 2007. (Wayback Machine)